# Karaktärsutveckling
Karaktärsutveckling avser den process där en fiktiv karaktär (ofta i film, spel eller litteratur) fördjupas eller förändras under berättelsens gång. Den vanligaste formen av karaktärsutveckling sker när en karaktär ställs inför en konflikt.

## Syfte
Syftet bakom karaktärsutveckling inom film, spel och litteratur är att skapa intressanta karaktärer som publiken kan bli emotionellt investerade av. Människor förändras över tid, beroende på flera aspekter, och för att göra fiktiva karaktärer mer verklighetstrogna och mer emotionellt gripande är därför karaktärsutveckling viktigt.
Dessutom är karaktärsutveckling ofta en viktig del i att leda en berättelse vidare, samt ge berättelsen ett större djup.

## Exempel
Nedan är en lista över fiktiva karaktärer som påvisar en tydlig karaktärsutveckling:
- Walter White – Breaking Bad

En kemilärare på gymnasiet som blir till en maktgalen drogtillverkare.
- Luke Skywalker – Star Wars

En ung och osäker bondpojke som till slut blir en mäktig Jedi-riddare. 
- Blixten McQueen – Bilar

En arrogant och självcentrerad racerbil blir, med hjälp av vänner, omtänksam och ödmjuk.